# スフレ

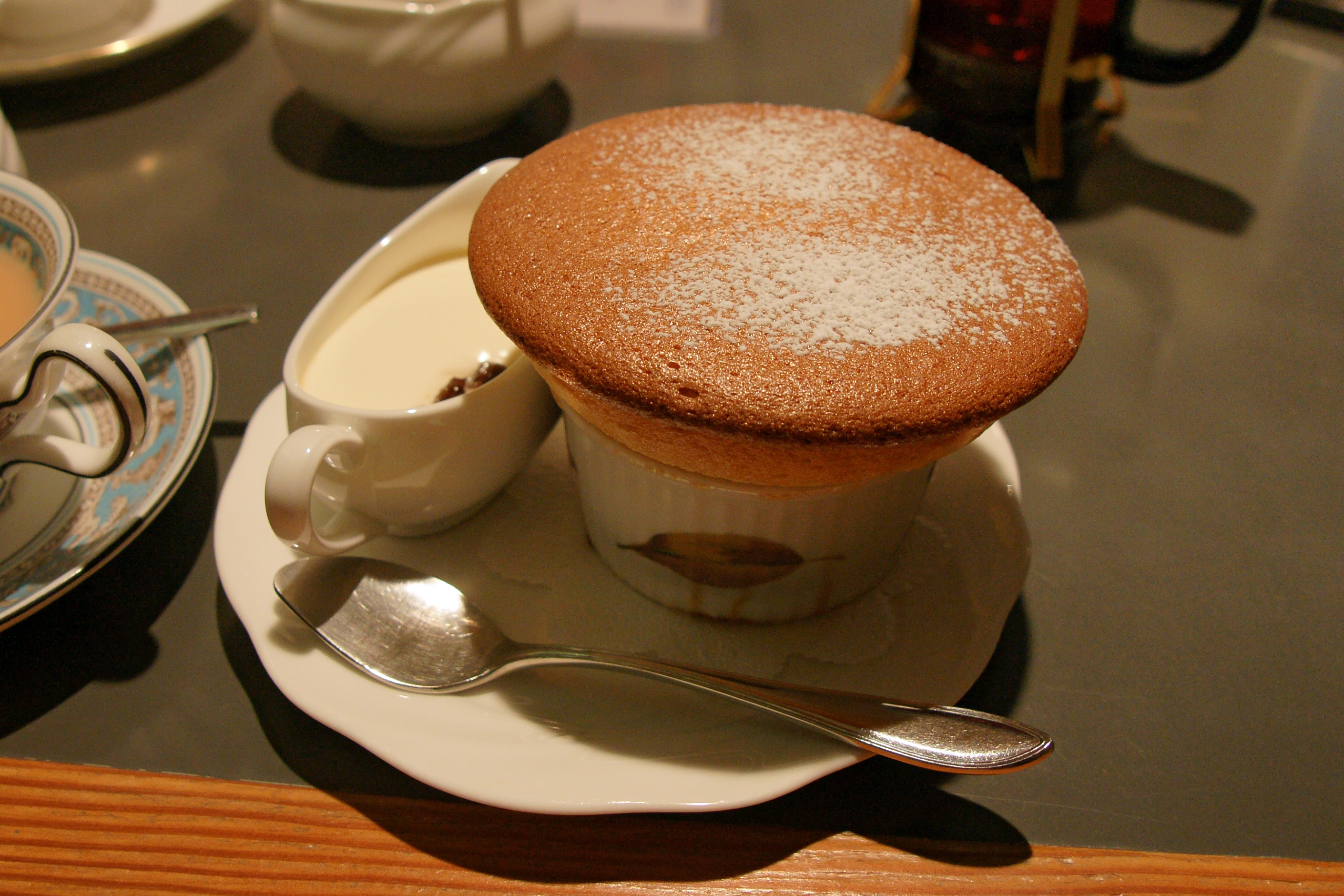
スフレ

スフレ (仏: soufflé) は、メレンゲに様々な材料を混ぜオーブンで焼いて作る、軽くふわふわとした料理。 主菜またはデザートとされる。Soufflé はフランス語で「吹く」を意味する動詞 souffler の過去分詞形。
17世紀のフランスで菓子職人が卵白と砂糖を混ぜて焼き、パンのように膨らませる技法を発見した。やがてそれが卵黄と泡立てた卵白を混ぜて焼くオムレット・スフレに発展していった。今日のスフレの最も古い記録は、18世紀半ばにヴァンサン・ラ・シャペルが残したレシピである。

## 調理法
ベースにクリームソース、ベシャメルソース、モルネーソース、ピュレなどを使い、ここに卵黄とメレンゲを加えて焼きあげることでふわりとした食感をもたせる。主菜にするときは肉・魚介類・野菜などを入れる。デザートにするときはチーズ・チョコレート・レモンなどを入れて甘く味付けをする。ベースはスフレの味を決めると同時に、気泡の膜に水分を与え粘りを強化する役目を果たす。ベースの水分量はスフレの仕上がりに大きく影響し、多すぎると膨らみすぎて型からあふれ、少なすぎると卵白とよく混ざらなかったり膨らみが悪くなる。また、ベースの成分も気泡膜の粘りに影響を与える。ベースと泡立てた卵白を混ぜる時は、ゆっくりと段階的に切り混ぜ、気泡をなるべく潰さないようにする。
オーブンから出したばかりのスフレは容器から高くはみ出すほど膨らんでいてふわふわと軽いが、その後20-30分でしぼんで小さくなってしまうため、焼きたてをすぐに食べる。しぼんだスフレを再度加熱すると再びふくらむが、水分はその都度損なわれて固くなる。食べる際には中央にスプーンなどで穴を開け、生地に合った酒類やチョコレートソースなどを注ぐことで風味が増す。
スフレは様々な形や大きさの皿を使って作ることができるが、伝統的に紙を巻いたスフレカップまたはラメキンで作る。スフレ・オムレツのように型を使わないスフレもある。

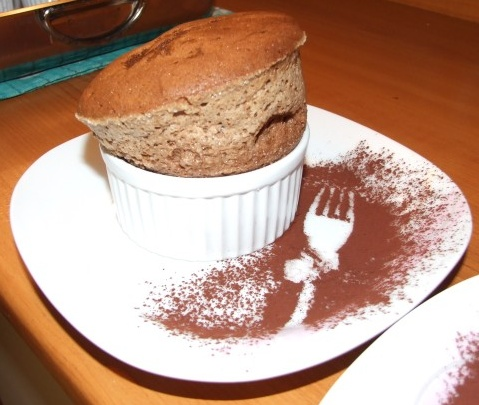
チョコレートスフレ
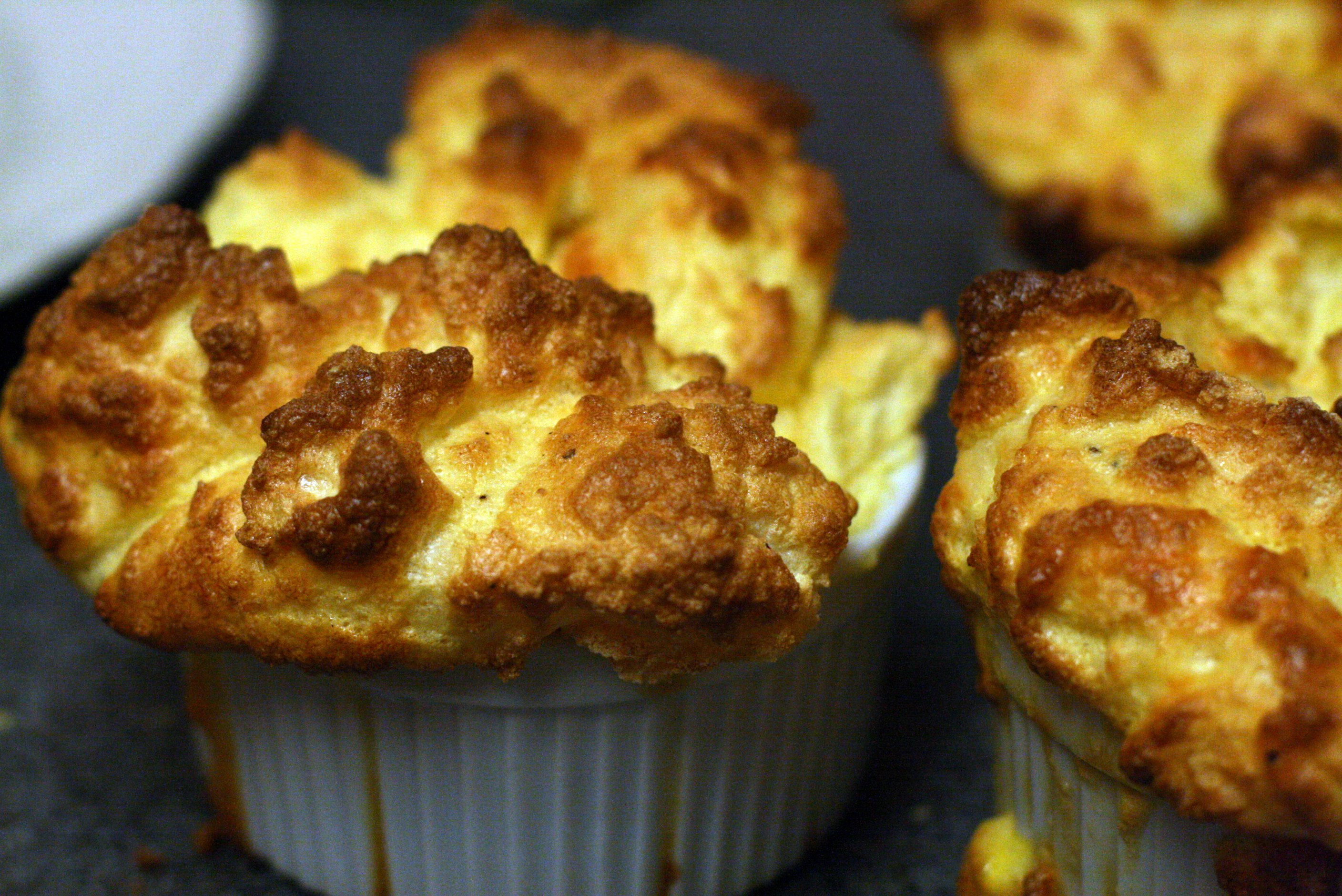
チーズスフレ
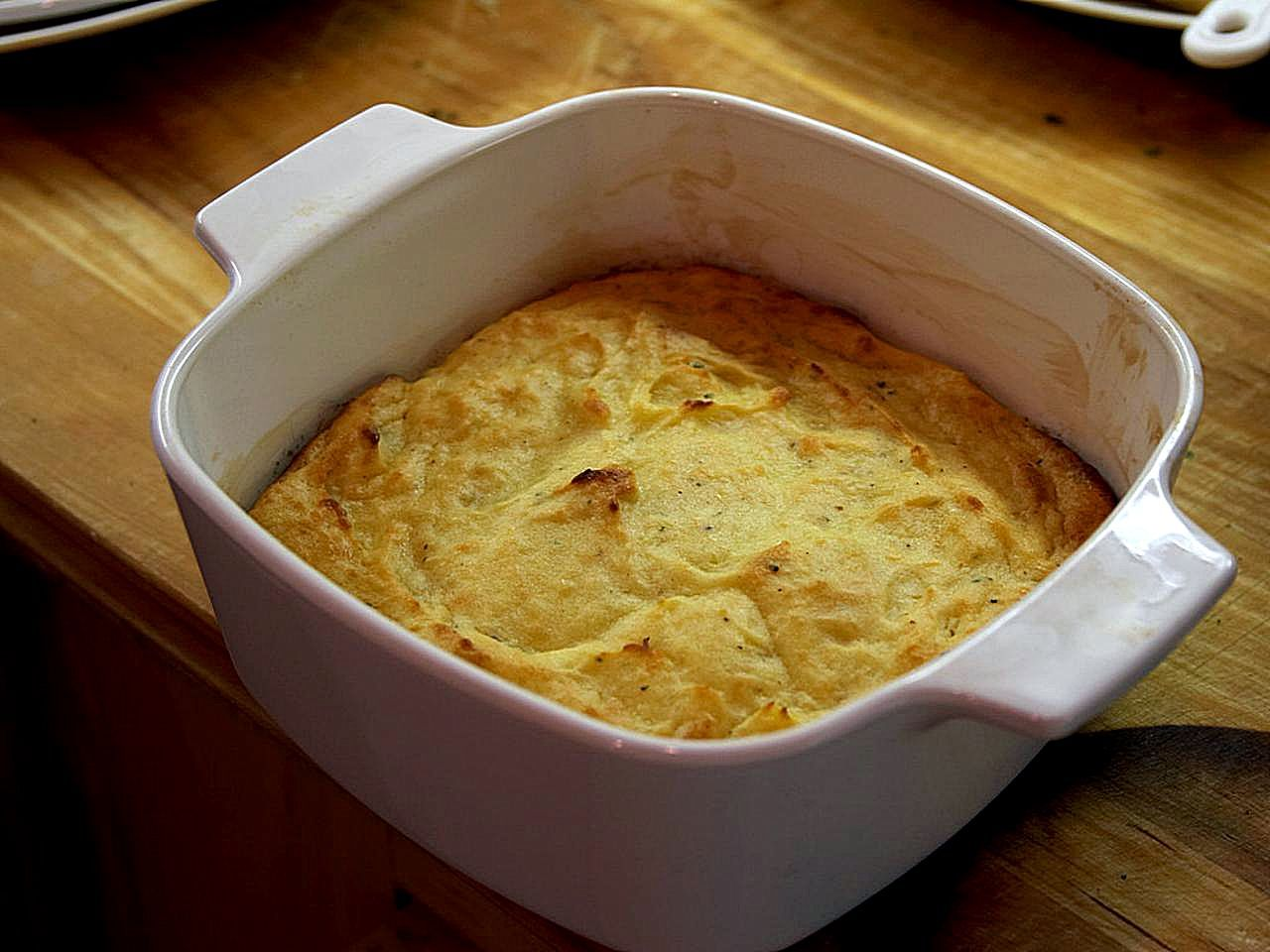
スイートポテトのスフレ

## エピソード
アルフレッド・ヒッチコックはスフレが好物だったが、出来上がりを気にするあまり、焼いている間はずっとオーブンの前から離れられなかった。だが確認しようと途中でオーブンを開ければ、熱が逃げてスフレがしぼんでしまう。そのストレスについに耐えきれなくなり、扉が透明で中が確認できるタイプのオーブンを購入するまで、妻がスフレを作ることを禁じたという。